# L'Aube nouvelle
Pour les articles homonymes, voir Aube nouvelle.
L'Aube nouvelle est l'hymne national du Bénin. Son texte est écrit par l'abbé Gilbert Dagnon, avec la participation de Jean Pliya et de Marcelin Gaba. Il est mis en musique par l'abbé Gilbert Dagnon, et adopté à l'indépendance de la République du Dahomey en 1960.
Quand, en 1975, le Dahomey est rebaptisé en République populaire du Bénin, l'hymne national est conservé, mais les occurrences des mots Dahomey et Dahoméen sont remplacées dans le texte, respectivement, par Bénin et Béninois, ce qui explique que certains de ces alexandrins comptent à présent onze syllabes.

## Paroles

### Texte officiel en français
Refrain :
Enfants du Bénin, debout !
La liberté d'un cri sonore
Chante aux premiers feux de l'aurore;
Enfants du Bénin, debout !
Jadis à son appel, nos aïeux sans faiblesse,
Ont su avec courage, ardeur, pleins d'allégresse,
Livrer au prix du sang des combats éclatants.
Accourez vous aussi, bâtisseurs du présent,
Plus forts dans l'unité, chaque jour à la tâche,
Pour la postérité, construisez sans relâche!
Refrain
Quand partout souffle un vent de colère et de haine,
Béninois, sois fier, et d'une âme sereine,
Confiant dans l'avenir, regarde ton drapeau !
Dans le vert tu liras l'espoir du renouveau,
De tes aïeux le rouge évoque le courage;
Des plus riches trésors le jaune est le présage.
Refrain
Tes monts ensoleillés, tes palmiers, ta verdure,
Cher Bénin, partout font ta vive parure.
Ton sol offre à chacun la richesse des fruits.
Bénin, désormais que tes fils tous unis,
D'un fraternel élan partagent l'espérance
De te voir à jamais heureux dans l'abondance.
Refrain

### Paroles en fon
Hanyìyi :
Benin tó vì lè mì, mi sité!
Oó mi sité b’á nyi mi désú.
Ayi dò hùnhon dayi
Djiwè mi bo fon.
Hein sin hwéxónú wè yôlô
Éyè ko sô akpakpa togbo miton
Lè bô yé ko djè godomin lobo
Kpankon bô vankan kpo xominhunhun kpán,
Boyi sozonou bô kandjo
Hon yanyi bi vanyan vanyan.
Hanyìyi
Bénin lidótétó din ton lè mi
Lo kan wézoun wá, mi sè takplé
Bó man só kanlan gbéo,
Ma mon gan do wa toyè zô,
Nou é nanyi ta bonou vivoù vivou miton
Lè kan nan wa mon gouton ba doula.
Hanyìyi
Homin sin kpodo wangbènoumin
Djohon do yinyi wè ló kèlô
Fji tchobô bénin vi,
Ma lin noudé oo vòbo go bèlèo,
Ogo bonou noudé ma gba ayi donouwéo
Ado kounon houn só winyan oo.
Hanyìyi
Vèdédji do sohou bo kpon asiyà tówé,
Sin ton amamou lò niyi noukou dido towé,
Bô vôvô lò filin wé ta é togbo towé
Yé ko siyin sin houéhonou lé,
Koklodjonon lô ka nan djidé wédô,
Odôkoun lo ana wa mon dodoo.
Hanyìyi
Bénin to tché é ô, o só é wésivô
Non bala ta nan yênin nin lé o
Dékan man do hiha, ayi kougban é do
Agbafa fa lé wè sô do matcho nouwé,
Ayondèkpè bo kénou hounou bi non bawé, guélési dé kou non hokan dayi
Towédji tcho bo non mon noudou dou oo
Hanyìyi
Oo Béninn, vito wélê ni do gbékpo
Bo só noukon yiyi nou,
Di nonvi nonvi dohoun, bo donoukou dô wô nan djê,
Wô nan djêbo wô nan djê
Bô vivoù vivou towé lè nan wa mon dou,
Dè é mi kon non honou wé tègbè lé éé ka nin.
Hanyìyi

### Paroles en yoruba
Egbe :
Awọn ọmọ Benin, dide!
Igbe igbe olominira
Ti gbọ ni owurọ akọkọ ti owurọ,
Awọn ọmọ Benin, dide!
Ni iṣaaju, ni ipe rẹ, awọn baba wa
Mọ bi o ṣe le kopa ninu awọn ogun alagbara
Pẹlu agbara, igboya, igboya, o si kun fun ayọ, ṣugbọn ni idiyele ẹjẹ.
Awọn akọle ti asiko, iwọ paapaa, darapọ mọ ipa
Ni ọjọ kọọkan fun iṣẹ-ṣiṣe ni okun sii ni iṣọkan.
Kọ laisi diduro fun iran-iran.
Egbe
Nigbati gbogbo ayika wa nfẹ afẹfẹ ibinu ati ikorira:
Ara ilu ti Benin jẹ igberaga, ati ni ẹmi idakẹjẹ
Gbẹkẹle ọjọ iwaju, kiyesi asia rẹ!
Ninu alawọ ewe o ka ireti orisun omi;
Pupa n tọka igboya ti awọn baba nla rẹ;
Awọn ofeefee sọ asọtẹlẹ awọn iṣura nla julọ.
Egbe
Olufẹ Benin, awọn oke-nla rẹ ti oorun, awọn igi-ọpẹ, ati awọn koriko alawọ ewe
Fi imọlẹ rẹ han nibikibi;
Ilẹ rẹ nfun gbogbo eniyan ni awọn eso ọlọrọ.
Benin, lati isinsinyi awọn ọmọ rẹ wa ni iṣọkan
Pẹlu ẹmi arakunrin kan pin ireti ti ri ọ
Gbadun opo ati idunnu lailai.
Egbe